# Obserwatorium La Silla

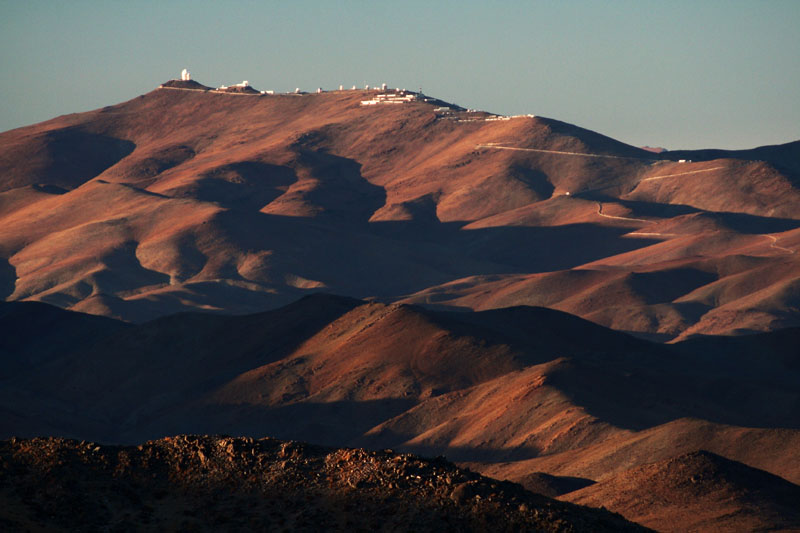
Obserwatorium La Silla o wschodzie Słońca

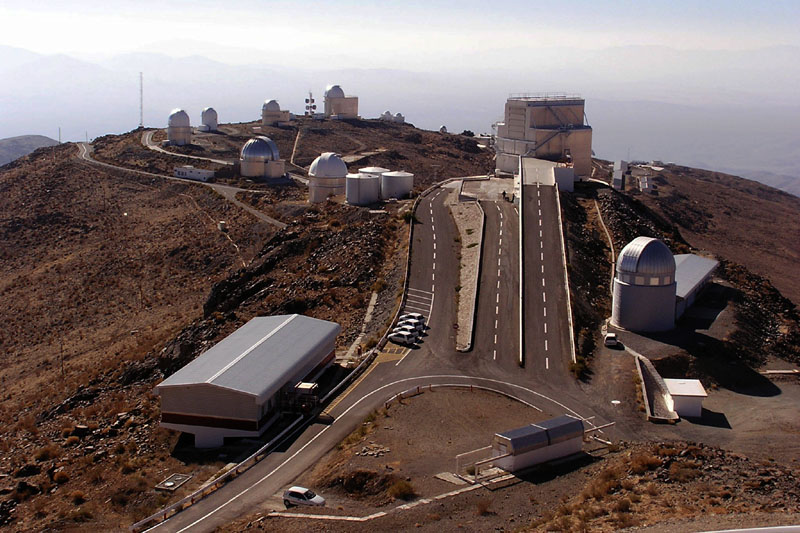
Widok na Obserwatorium La Silla z najwyższego teleskopu 3,6 m

Obserwatorium La Silla – obserwatorium astronomiczne położone w chilijskich Andach na południowym krańcu pustyni Atakama na wysokości 2400 m n.p.m., 600 km na północ od Santiago w Chile. Znajduje się tu dziewięć teleskopów zbudowanych przez Europejskie Obserwatorium Południowe (ang. European Southern Observatory – ESO), a kilka innych jest przez tę instytucję obsługiwanych. Jest to jedno z największych obserwatoriów na południowej półkuli i pierwsze obserwatorium w Chile zbudowane przez ESO. Jest „twierdzą” ESO od lat 60. XX wieku. To tutaj ESO ciągle posiada dwa najlepsze teleskopy klasy 4 m na świecie, dzięki którym La Silla zajmuje pozycję jednego z najbardziej produktywnych naukowo obserwatoriów na świecie.
Infrastruktura La Silla jest także wykorzystywana przez kraje członkowskie do projektów celowych, takich jak szwajcarski 1,2-metrowy Teleskop Leonarda Eulera, teleskopy do śledzenia błysków gamma: Rapid Eye Mount (REM) oraz TAROT (Télescope à Action Rapide pour les Objets Transitoires), a także jak 2,2-metrowy MPG/ESO oraz duński teleskop 1,54-metrowy.  
Ulokowane jest około 160 km na północ od miasta La Serena, 27 km na południe od Obserwatorium Las Campanas i 100 km na północ od Obserwatorium Cerro Tololo.
Położenie na odludnym terenie pozwala na zminimalizowanie wpływu zanieczyszczenia sztucznym światłem na obserwacje astronomiczne.
Pierwotnie góra nosiła nazwę Cinchado, ale ze względu na jej kształt przemianowano ją na La Silla (hiszp. siodło).

## Teleskopy
- Teleskop Nowej Technologii (NTT) – teleskop o średnicy 3,58 m – zbudowany i obsługiwany przez ESO. Oddany do użytku w 1989 roku, jest pierwszym teleskopem, na którym testowano optykę adaptatywną. Teleskop charakteryzuje się ponadprzeciętną ochroną termiczną[1]. Stanowił przełom w inżynierii i projektowaniu teleskopów. Był pierwszym teleskopem na świecie z komputerowo kontrolowanym zwierciadłem głównym (optyka aktywna).
- 3,6-metrowy teleskop ESO został zbudowany i obsługiwany przez ESO. Uruchomiony w 1977 roku jest ciągle modernizowany co sprawia, że jest jednym z najbardziej efektywnych instrumentów, m.in. dzięki spektrografowi wysokiej rozdzielczości HARPS (High Accuracy Radial velocity Planet Searche), służącemu do poszukiwań egzoplanet. Teleskop wykorzystuje optykę adaptatywną[1].
- ESO/MPG  o średnicy 2,2 m  – uruchomiony w 1984 roku jest własnością ESO, choć jego czas obserwacji jest dzielony między ESO a niemiecka instytucję Max-Planck-Gesellschaft (MPG). Główne instrumenty przynależące do teleskopu to GROND -kamera rejestrująca wysokoenergetyczne błyski gamma i spektrograf wysokiej częstotliwości FEROS przeznaczony do zaawansowanej astronomii gwiazdowej. Ten drugi jest używany przez polskich astronomów[1]. 67-megapikselowa kamera Wide Field Imager uzyskała wiele spektakularnych zdjęć obiektów niebieskich, z których wiele stało się ikonami fotografii astronomicznej.
- ESO 1,52 m – zbudowany przez ESO, obecnie nie funkcjonuje
- ESO 1 m – zbudowany przez ESO, obecnie nie funkcjonuje
- ESO 0,5 m – zbudowany przez ESO, obecnie znajduje się w Observatorio UC w Santiago de Chile.
- DENIS 1 m
- MARLY 1 m (projekt EROS)
- 1,2 m – teleskop Leonarda Eulera, uruchomiony w 1998 roku, należący do obserwatorium w Genewie jest najmłodszym teleskopem w obserwatorium. Jego główny instrument – spektrograf wysokiej rozdzielczości CORALIE jest wykorzystywany do poszukiwań egzoplanet[1].
- Duński 1,54 m[1]
- Duński 50 cm, obecnie nie funkcjonuje[1]
- Holenderski 90 cm obecnie nie funkcjonuje[1]
- SEST 15 m – radioteleskop zbudowany przez ESO, obecnie nie funkcjonuje
- Marseille 40 cm
- Bochum 61 cm
- CAT 1,4 m – zbudowany przez ESO, obecnie nie funkcjonuje
- IRIS
- Schmidt 1,2 m – zbudowany przez ESO, obecnie nie funkcjonuje
- Grand Prism Objectif GPO – zastąpiony przez Marly 1 m

## Kalendarium
- 1963 – Decyzja o utworzeniu obserwatorium ESO w Chile, poszukiwanie miejsca.
- 1964 – Rozpoczęcie prac przy budowie obserwatorium.
- 1969 – Otwarcie obserwatorium.
- 1976 – Uruchomienie 3,6-metrowego teleskopu.
- 1984 – Uruchomienie 2,2-metrowego teleskopu.
- 1987 – Uruchomienie submilimetrowego teleskopu SAST.
- 1989 – Uruchomienie 3,58-metrowego teleskopu.
- 1998 – Uruchomienie metrowego teleskopu francuskiego.
- 2000 – uruchomienie 1,2-metrowego szwajcarskiego teleskopu Eulera[1].

## Ciekawostka
W niewielkiej odległości od obserwatorium, nieco na południe od wzniesienia, na którym znajduje się 3,6-metrowy teleskop, można odnaleźć wyryte w skale rysunki. Są one dziełem prekolumbijskiej kultury El Molle i przedstawiają głównie postacie ludzkie i zwierzęta.

## Galeria

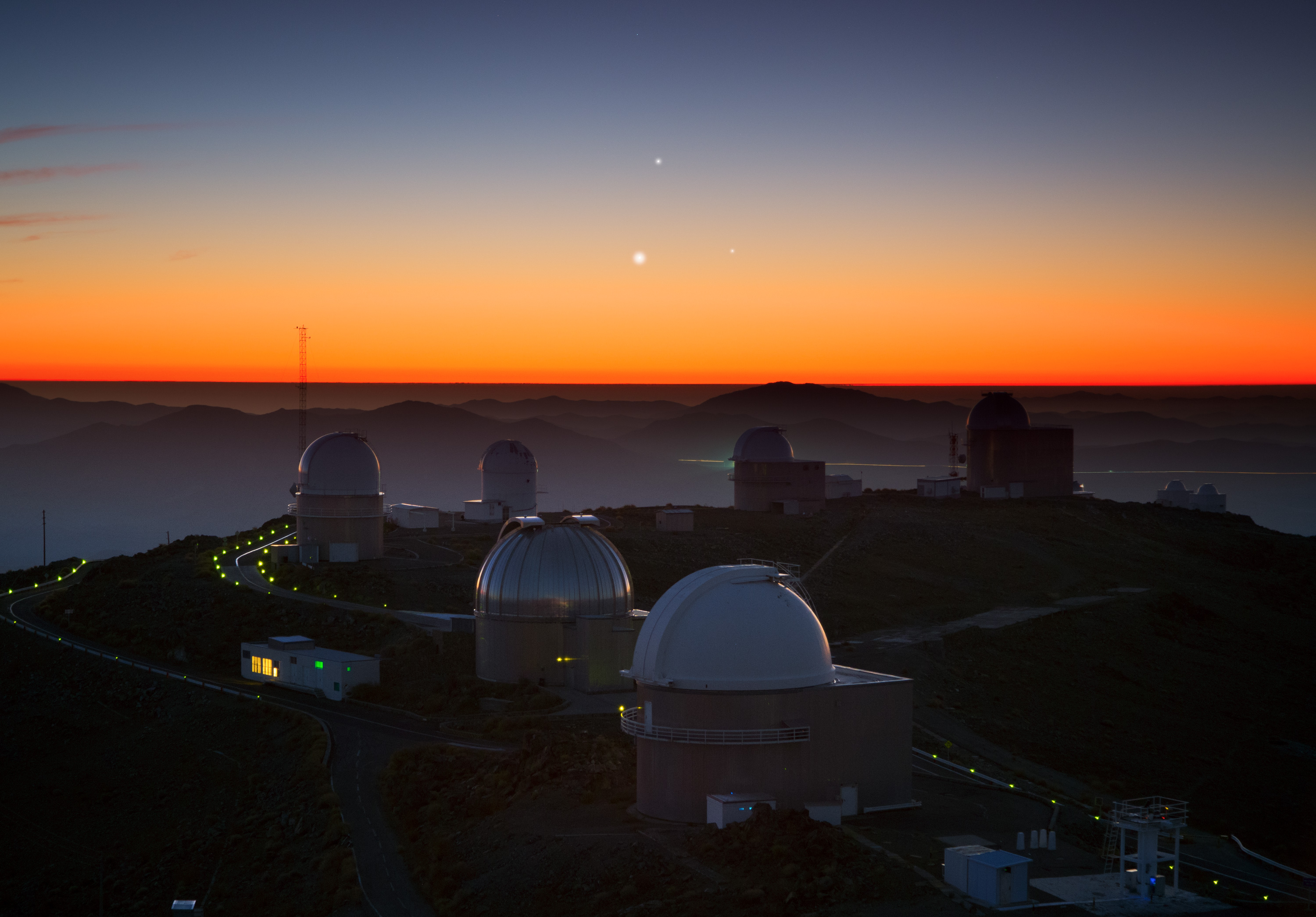
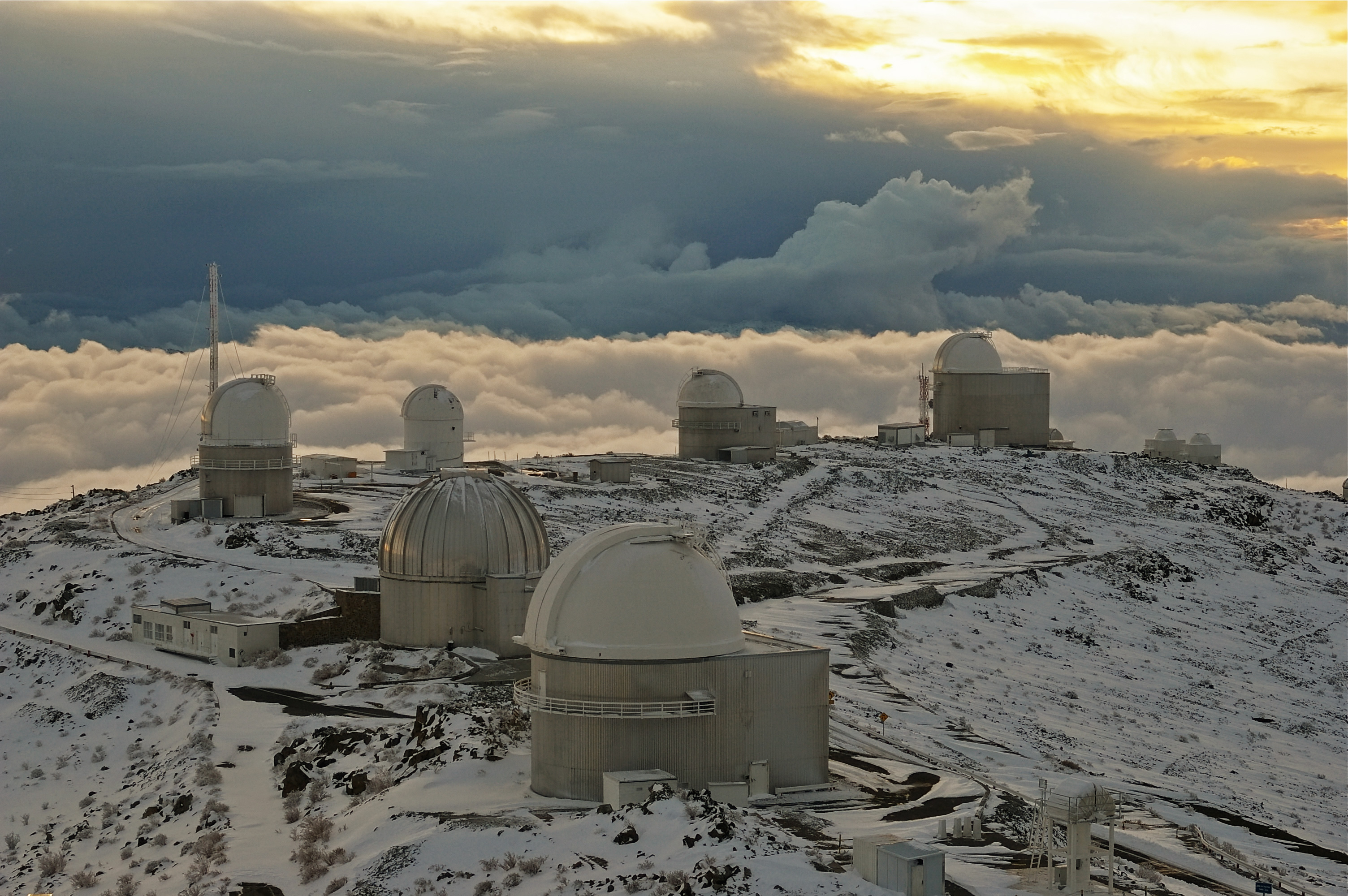
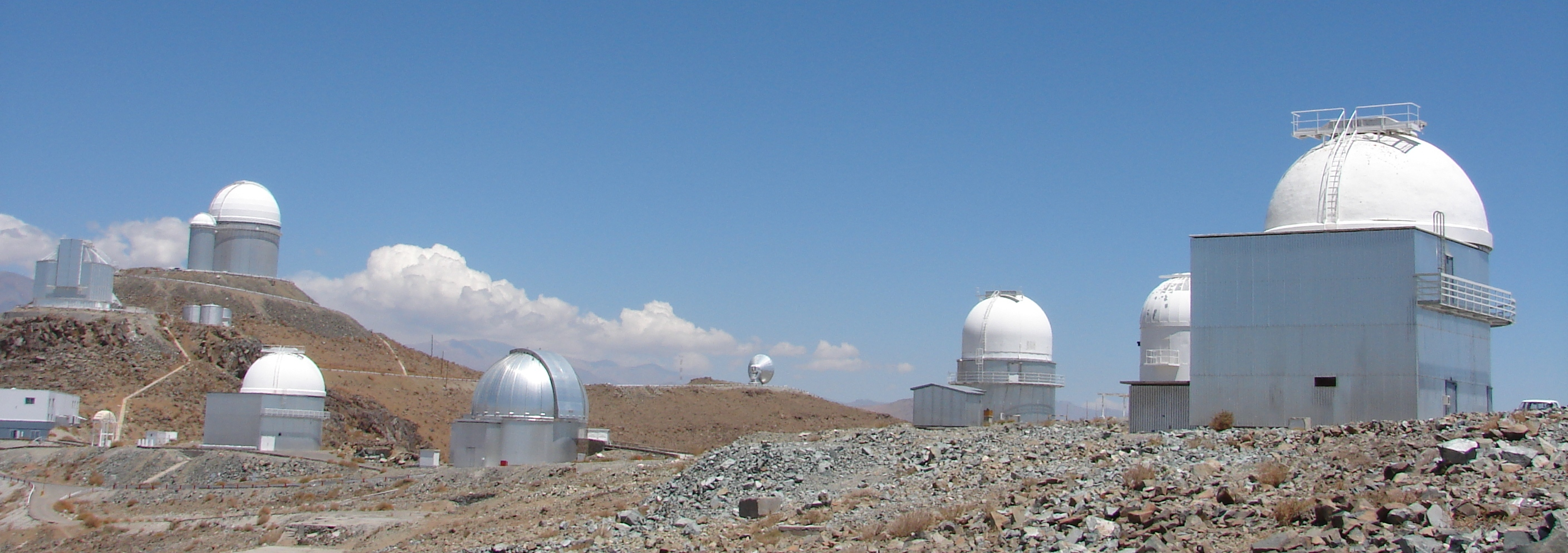
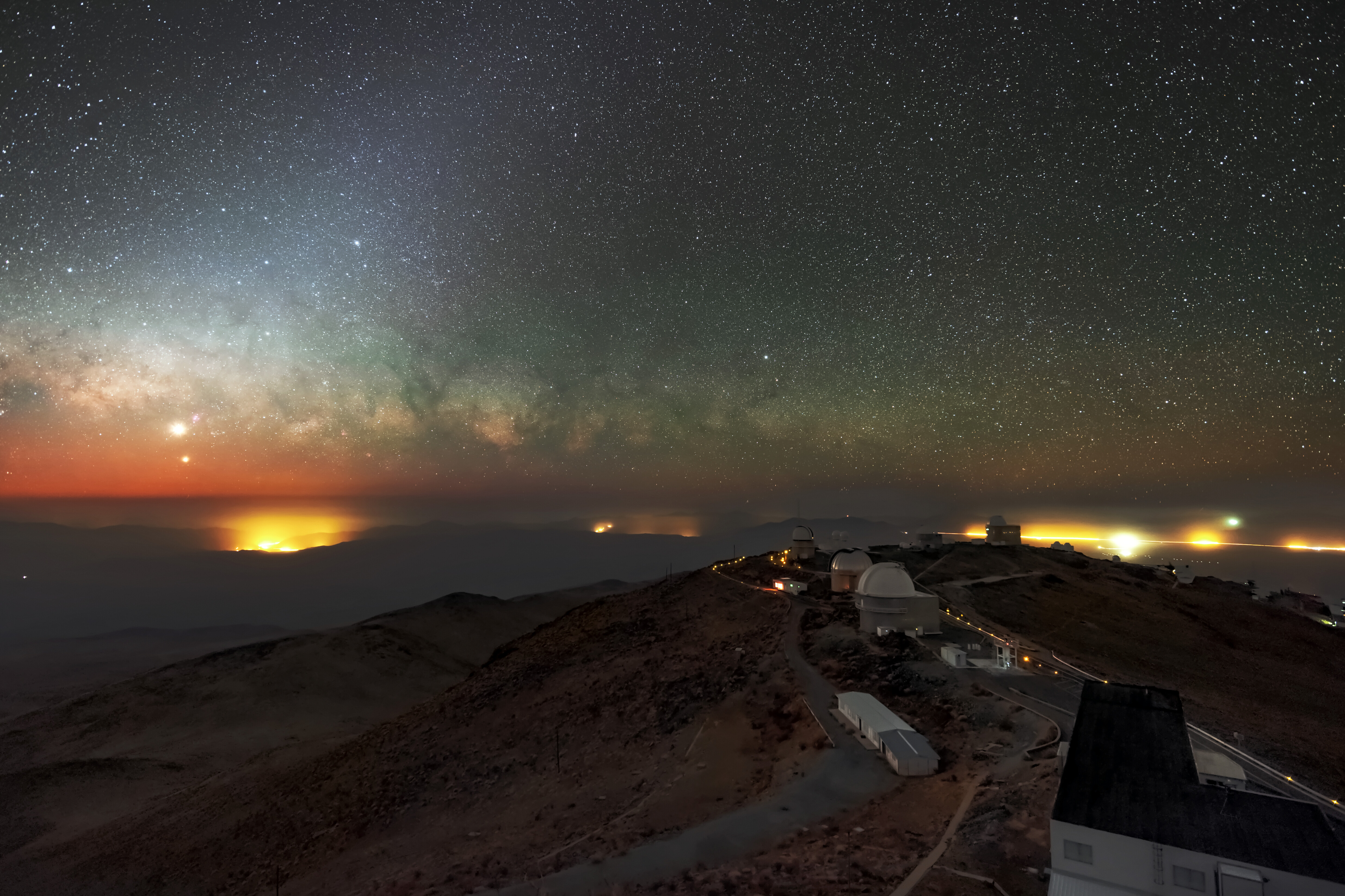
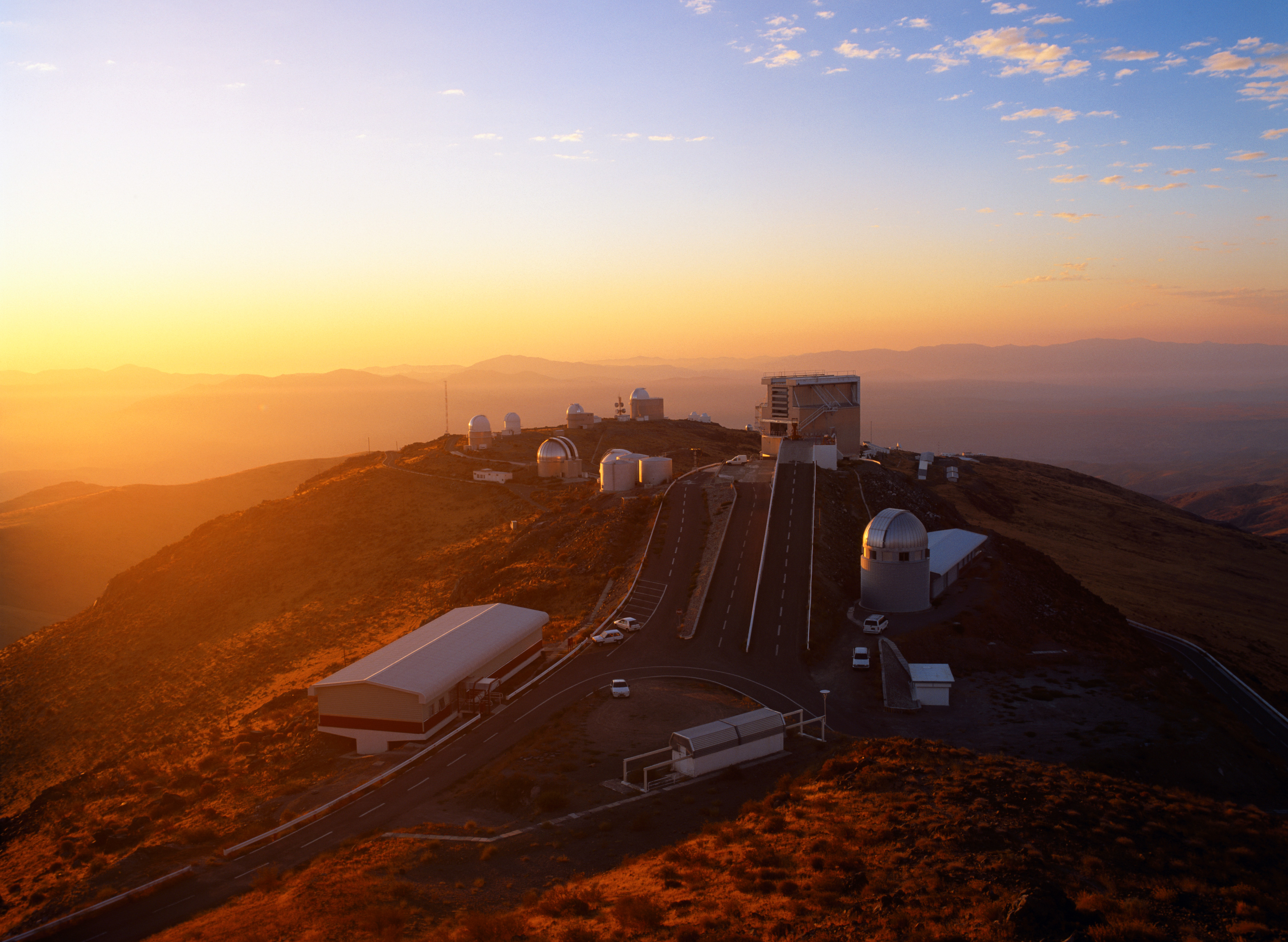